# Pagórek (Kołków)
Pagórek – część wsi Kołków w Polsce położona w województwie świętokrzyskim, w powiecie pińczowskim, w gminie Michałów.
W latach 1975–1998 miejscowość administracyjnie należała do województwa kieleckiego.